# Ewa Dobierzewska-Mozrzymas
Ewa Dobierzewska-Mozrzymas (ur. 26 stycznia 1936 w Poznaniu) – polska profesor fizyki, specjalistka w dziedzinie fizyki powierzchni i fizyki cienkich warstw, popularyzatorka nauki, członek rady naukowej interdyscyplinarnego seminarium Studium Generale Universitatis Wratislaviensis.

## Życiorys
Okres wojny i powstanie warszawskie przeżyła w Warszawie. W 1945 r. przyjechała do Wrocławia, gdzie kontynuowała naukę w szkole podstawowej, następnie ukończyła I Liceum Ogólnokształcące. Studia odbyła na Wydziale Matematyki, Fizyki i Chemii Uniwersytetu Wrocławskiego, a po ich ukończeniu podjęła pracę w Instytucie Fizyki Politechniki Wrocławskiej. W roku 1966 Rada Wydziału Mat.-Fiz.-Chem. UWr nadała jej stopień doktora, a w 1978 roku uzyskała stopień doktora habilitowanego nadany przez Radę Wydziału Podstawowych Problemów Techniki Politechniki Wrocławskiej. W 1990 roku została powołana na stanowisko profesora PWr, a w 1996 roku prezydent RP nadał jej tytuł naukowy profesora nauk fizycznych.
Kierunki działalności naukowej prof. Dobierzewskiej-Mozrzymas obejmowały badania struktury oraz fizycznych właściwości cienkich warstw metali i dielektryków oraz nieciągłych (dyspersyjnych) warstw metali na podłożach dielektrycznych. Określenie wpływu struktury na ich właściwości optyczne i elektryczne z uwzględnieniem progu perkolacji. Zastosowanie teorii efektywnego ośrodka oraz metody renormalizacyjnej do interpretacji fizycznych właściwości nieciągłych warstw metali, a do opisu ich struktury geometrii fraktalnej. Statystyczny opis warstw dyspersyjnych w oparciu o prawa skalowania. Jej dorobek naukowy obejmuje 87 prac opublikowanych w czasopismach o zasięgu międzynarodowym. Była recenzentem w czasopismach: Thin Solid Films, Applied Optics, Surface Science, Vacuum, Optica Applicata i innych. Odbyła staże naukowe na uniwersytetach w Paryżu, Monachium i Tuluzie. Wypromowała pięciu doktorów. Prowadziła wykład z fizyki ogólnej na Wydziale Budownictwa Lądowego i Wydziale Mechanicznym oraz wykład monograficzny „Metody badania powierzchni" i seminarium dyplomowe na WPPT. Była przewodniczącą komitetu organizacyjnego ogólnopolskiej konferencji „Nauczanie fizyki w wyższych szkołach technicznych w Polsce".
Prof. Dobierzewska-Mozrzymas pełniła funkcję redaktora naukowego Instytutu Fizyki oraz zastępcy dyrektora ds. rozwoju naukowego w tym instytucie. Była przewodniczącą Wrocławskiego Oddziału Polskiego Towarzystwa Fizycznego oraz członkiem Zarządu Głównego PTF. W 1995 r. była przewodniczącą Komitetu Organizacyjnego 33 Zjazdu Fizyków Polskich, który przypadł w 75. rocznicę powstania PTF-u oraz 50-lecie nauki w powojennym Wrocławiu. Członek The Optical Society i American Institute of Physics.
Za działalność naukową, dydaktyczną i organizacyjną otrzymała zespołową nagrodę ministra i kilkanaście nagród rektora Politechniki Wrocławskiej. Odznaczona Złotym Krzyżem Zasługi, Krzyżem Kawalerskim Orderu Odrodzenia Polski, Medalem Komisji Edukacji Narodowej oraz Złotą Odznaką PWr.
Od 2006 prof. Dobierzewska-Mozrzymas organizuje wraz z prof. Adamem Jezierskim interdyscyplinarne seminarium Studium Generale. Jego celem jest ukazywanie jedności otaczającego nas świata, prezentacja wyników badań naukowych w różnych dziedzinach wiedzy. Wykłady w postaci artykułów są drukowane w kolejnych tomach serii Studium Generale. Prof. Dobierzewska-Mozrzymas jest redaktorem 10 tomów tej serii. Za popularyzację wiedzy, działalność redakcyjną oraz integrację środowiska akademickiego otrzymała Nagrodę Kolegium Rektorów Uczelni Wrocławia, Opola, Częstochowy i Zielonej Góry (2011) oraz Złotą Odznakę Honorową Zasłużony dla Województwa Dolnośląskiego przyznaną przez Sejmik Województwa Dolnośląskiego w 2014 r.